# Hrdelní právo
Hrdelní právo označovalo v době feudální soudní pravomoc uložit trest smrti, stejně jako soudy, které mohly tento trest uložit. Do 18. století bylo navíc užíváno jako obecné označení trestního práva.
Práva mohli udělovat vladaři a panovníci. Stejně je na tom i toto právo. Bylo nezákonné vykonávat trest smrti bez hrdelního práva města.